# Geoff Strong
Geoffrey Hugh Strong, detto Geoff (Kirkheaton, 19 settembre 1937 – Southport, 17 giugno 2013), è stato un calciatore inglese, di ruolo attaccante.

## Biografia
Dopo il ritiro dalle attività calcistiche, inizia a lavorare come arredatore alberghiero, e successivamente come comproprietario di un pub assieme all'ex calciatore del Liverpool Ian Callaghan.
Geoff Strong è deceduto il 17 giugno 2013 in una casa di cura a Southport per via di complicanze dovute all'Alzheimer.

## Carriera

### Gli inizi
Geoff Strong nacque a Kirkheaton nel 1937. Iniziò la propria carriera calcistica nella squadra dilettante dello Stanley Utd, con cui alla sua prima annata mise a segno 14 reti in campionato. Le sue prestazioni attirarono l'attenzione di svariati club inglesi militanti in massima divisione.

### Arsenal
Nel novembre del 1957 viene acquistato a titolo definitivo dall'Arsenal. Dopo esser rimasto per tre anni nelle formazioni giovanili, il 17 settembre 1960 debutta in prima squadra, segnando la rete del definitivo 5-0 contro il Newcastle Utd. Strong concluse la stagione totalizzando 19 presenze e 10 reti. 
Nell'annata 1962-1963 forma assieme a Joe Baker una brillante coppia d'attacco che mise a segno un totale di 62 reti. Tuttavia, nonostante il rendimento in costante salita, la squadra si ritrovò ad affrontare un periodo molto complicato e a secco di risultati, che la portarono a terminare la stagione al settimo posto. All'inizio dell'annata 1964-1965 il giocatore manifesta la volontà di lasciare il club. Complessivamente, in 6 stagioni trascorse alla corte dei londinesi, ha collezionato 137 presenze e 77 reti.

### Liverpool
Nel novembre del 1964 viene ceduto al Liverpool per una somma di 40.000 sterline. Esordisce ufficialmente con la maglia dei Reds il 7 novembre, in un match pareggiato 1-1 in casa del Fulham. Il 5 dicembre seguente sigla la sua prima rete, in occasione di una sconfitta esterna contro il Burnley. Termina la sua prima annata al club con 16 presenze totali e un trofeo vinto, l'FA Cup, ottenuta battendo in finale il Leeds Utd per 2-1.
L'annata seguente fu molto proficua sia per il giocatore che per la squadra, diventata campione d'Inghilterra con 6 punti di distacco dal secondo classificato Leeds United e che raggiunse la semifinale di Coppa delle Coppe contro il Celtic, dove Strong riuscì a mettere a segno la rete decisiva per la qualificazione in finale. Nel 1970 Bill Shankly decise di attuare un rimodernamento della squadra, che prevedeva la cessione di alcuni giocatori, tra cui Strong, per lasciare spazio a nuovi giovani. Lascia così il Liverpool dopo sei stagioni, un titolo nazionale, una coppa nazionale e due Charity Shield. 

### Coventry City e ritiro
Rimasto fuori dai piani tecnici del Liverpool, nel luglio del 1970 viene ceduto per circa 30.000 sterline al Coventry City, Durante la propria esperienza ad Highfield Road formò un'ottima partnership con l'attaccante Jeff Blockley. Al termine della stagione 1970-1971, dopo una sola stagione trascorsa al club, decide di ritirarsi dal calcio giocato.

## Palmarès

### Club

#### Competizioni nazionali
- Campionato inglese: 1

Liverpool: 1965-1966
- Coppa d'Inghilterra: 1

Liverpool: 1964-1965
- Community Shield: 2

Liverpool: 1965, 1966